# Celastrina iynteana
Celastrina iynteana är en fjärilsart som beskrevs av De Nicéville 1883. Celastrina iynteana ingår i släktet Celastrina och familjen juvelvingar. Inga underarter finns listade i Catalogue of Life.